# Rachael Padman
Rachael Padman (Melbourne, Australia, 1954) es doctora en física y profesora en la Universidad de Cambridge (Reino Unido). Originaria de Melbourne, Padman se graduó en ingeniería eléctrica en la Universidad de Monash, Australia, y se especializó en radioastronomía. Tras su investigación doctoral, realizó aportaciones a la investigación en evolución estelar (formación de estrellas). Actualmente preside la Junta de Estudios de Posgrado y el Comité de Operaciones de la UIS, y forma parte del Comité de Servicios de Información de la Universidad y del Comité de Estrategia Ambiental y de Sostenibilidad y es profesora emérita del Newnham College. Padman es miembro de la Unión Astronómica Internacional.
Padman se sometió a una cirugía de reasignación de sexo en 1982 cuando estaba realizando un doctorado en astronomía en la Universidad de Cambridge. En 1996, fue elegida miembro del Newnham College, uno de los tres college exclusivamente para mujeres de la Universidad de Cambridge en ese momento. Tuvo la oposición de algunas personas que argumentaron, sin éxito, que Padman no debería ser nombrada Fellow ya que se le asignó el sexo masculino al nacer.

## Biografía
Padman nació en Melbourne en 1954 y asistió a la Melbourne High School en el área de South Yarra en Melbourne. Fue capitana de cadetes de la escuela y ganó el premio de tiro con rifle durante dos años consecutivos. Obtuvo su primer título en ingeniería eléctrica de la Universidad de Monash en Australia. Se incorporó al trabajo de investigación sobre radioastronomía en la División de Radiofísica de la Organización de Investigación Científica e Industrial de la Commonwealth en Sídney, durante dos años.
En su ensayo autobiográfico, La historia de Rachael, habló de su identidad de género femenina durante toda su vida y uno de los motivos de su viaje a Reino Unido fue la esperanza de tener la oportunidad de abordar las cuestiones acerca de su género. En 1977, Padman se instaló en Inglaterra para realizar el doctorado (PhD) en astronomía en el St John's College de Cambridge, exclusivamente masculino, e investigó en el Laboratorio Cavendish de la Universidad de Cambridge. Entre las primeras cosas que hizo al llegar a Cambridge fue ponerse en contacto con John Randall en el Hospital Charing Cross de Londres, quien le recetó estrógenos. En 1978, se declaró transgénero y comenzó a trabajar con su supervisor de doctorado, Richard Hills. 
Respecto a su nombre, manifestó que Rachael surgió espontáneamente una mañana; inicialmente pensó en utilizar Susan, el nombre de una compañera de la escuela primaria, pero lo descartó porque ya había dos Susan en su laboratorio, incluida la secretaria. Se licenció en 1982 con una tesis doctoral titulada Observaciones de moléculas interestelares en longitud de onda corta (Short-wavelength observations of interstellar molecules).
Su condición de mujer trans se hizo pública en la prensa en 1996, cuando Padman fue elegida miembro del Newnham College. Los estatutos de la universidad sólo permitían miembros femeninos en la institución. La directora, la Dra. Onora O'Neill, sabía que Padman se había sometido a una operación de cambio de sexo, pero la feminista Germaine Greer, que era miembro del órgano rector de la universidad, se opuso firmemente al nombramiento, diciendo que Padman era un hombre y un varón. Los becarios, estudiantes y personal de la Universidad de Cambridge apoyaron a Padman y fue admitida sin mayor oposición. Clare Longrigg publicó un artículo titulado Una hermana sin sentimiento de compañerismo en la edición del 25 de junio de 1997 de The Guardian en el que formulaba acusaciones contra Padman, con comentarios atribuidos a Greer. El diario se retractó el 19 de marzo de 1998 y el artículo fue retirado porque se descubrió que la información era falsa y la acusación formulada contra Greer se consideró infundada.

## Trayectoria profesional
Después de su doctorado, Padman se trasladó a los EE. UU., donde fue investigadora del programa Miller en la Universidad de California, Berkeley durante dos años, hasta 1984 en que regresó a Cambridge.
A su regreso al Laboratorio Cavendish en 1984, fue nombrada científica adjunta del proyecto del Telescopio James Clerk Maxwell en Hawái. Trabajó allí durante cuatro años hasta que en 1998 se convirtió en profesora universitaria en el Departamento de Física de la Universidad de Cambridge.
De 2005 a 2009 estuvo principalmente involucrada en la administración de la enseñanza en el Departamento de Física. En 2009 fue elegida miembro del Consejo Universitario y formó parte del Consejo y de la Junta General hasta finales de 2016. También ejerció como Directora de Educación en la Facultad de Ciencias Físicas de 2008 a 2014. Actualmente preside la Junta de Estudios de Posgrado y el Comité de Operaciones de la UIS (University Information Services), y forma parte del Comité de Servicios de Información de la Universidad y del Comité de Estrategia Ambiental y de Sostenibilidad.